# Synagoge (Bretten)

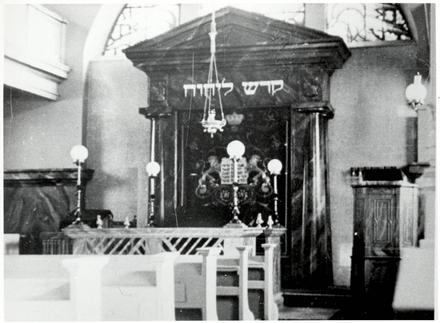
Innenansicht der Synagoge in Bretten mit Toraschrein, vor 1938 (Foto: Landesarchiv Baden-Württemberg)

Die Synagoge in Bretten, einer Stadt im Landkreis Karlsruhe im Norden Baden-Württembergs, wurde 1822 errichtet. Die Synagoge stand an der Straße Engelsberg.

## Geschichte
Am 20. Februar 1822 beschloss die Jüdische Gemeinde Bretten, eine Synagoge zu errichten, einen äußerlich schlichten Bau, der nur durch seinen Eingang und die hohen Fenster als Gotteshaus erkennbar war. Das Gebäude fügte sich in die umgebende Bebauung ein, nur das große Walmdach überragte die umliegenden Häuser.  
Beim Umbau im Jahr 1862 wurden die Betpulte durch feste Bankreihen ersetzt. Von Januar bis Juli 1929 wurde die Synagoge vollständig renoviert und die Decke mit sinnbildlichen Darstellungen von Schabbat und Festtagen ausgemalt.
Beim Novemberpogrom 1938 wurde die Synagoge am Morgen des 10. November von SA- und SS-Angehörigen durch Brandstiftung vollständig zerstört. Die Schänder vernichteten alle Kultgegenstände, unter anderem 25 wertvolle Torarollen und den Tora-Silberschmuck (Tora-Krone, Rimonim und Toraschild). Am Nachmittag führten sie alle inzwischen verhafteten jüdischen Männer unter Bewachung mit Musik durch die Stadt. Das jüdische Gemeindehaus am Engelsberg 6 wurde am gleichen Tag demoliert. 
Das Synagogengrundstück wurde nach 1945 mit einem Geschäftshaus überbaut. Am angelegten Parkplatz erinnert ein Gedenkstein an die Synagoge und die jüdische Gemeinde.